# Stamlijn De Rietvelden
Stamlijn De Rietvelden was een goederenspoorlijn in 's-Hertogenbosch. Deze stamlijn begon aan de noordzijde van het emplacement van station 's-Hertogenbosch, liep door de wijk Boschveld en over de industrieterreinen Veemarktkwartier en De Rietvelden en eindigde langs de Graaf van Solmsweg nabij de A59.

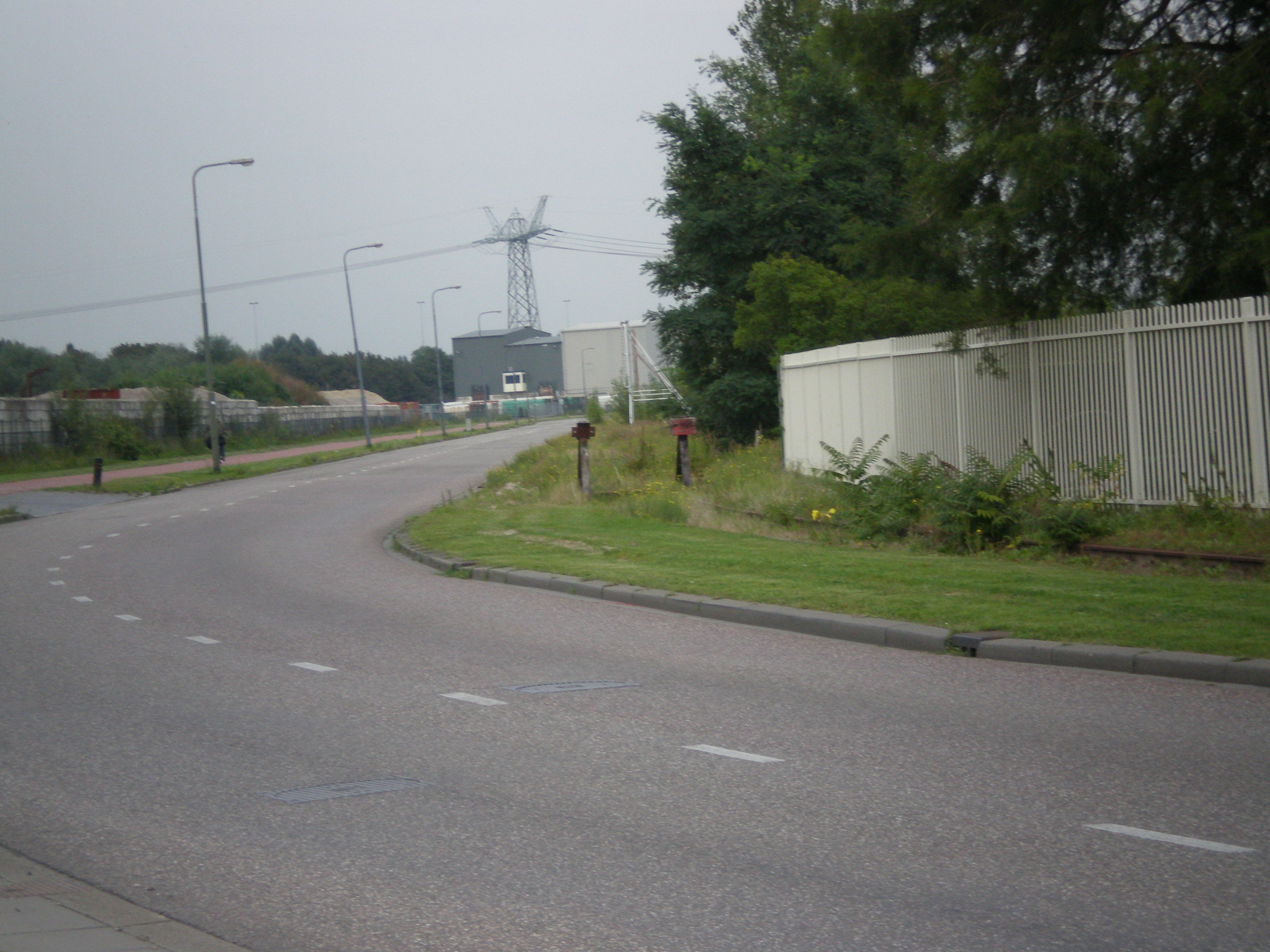
Stootblok, Graaf van Solmsweg

De enkelsporige spoorlijn, die over het terrein van Heineken in het Veemarktkwartier liep en vooral bedoeld was om deze brouwerij te dienen, is sinds 2013 opgebroken. 
Heineken had plannen om, samen met goederenvervoerder ACTS die zich in 's-Hertogenbosch vlak langs de stamlijn heeft gevestigd, de lijn weer in gebruik te nemen. Probleem was dat de gemeente in de toekomstplannen voor Boschveld ervan uitging dat de lijn zou verdwijnen. Ondanks dat Heineken in 2006 een trein over de lijn heeft laten rijden en de in onbruik geraakte lijn pas na de voorgeschreven termijn van tien jaar ontmanteld mocht worden is deze in het voorjaar van 2013 opgebroken. Een klein stuk spoor is verhuisd naar Kamp Vught. Daar krijgt dit een plaats als herinnering aan de deportaties per spoor van Joodse gevangenen in de oorlog. Het overige spoor is door de gemeente geschonken aan de  Stoomtrein Goes - Borsele. Op de Paardskerkhofweg is de rails naast de weg blijven liggen, en na de Oude Engelenseweg ligt ook nog een stukje. 